# گلوله

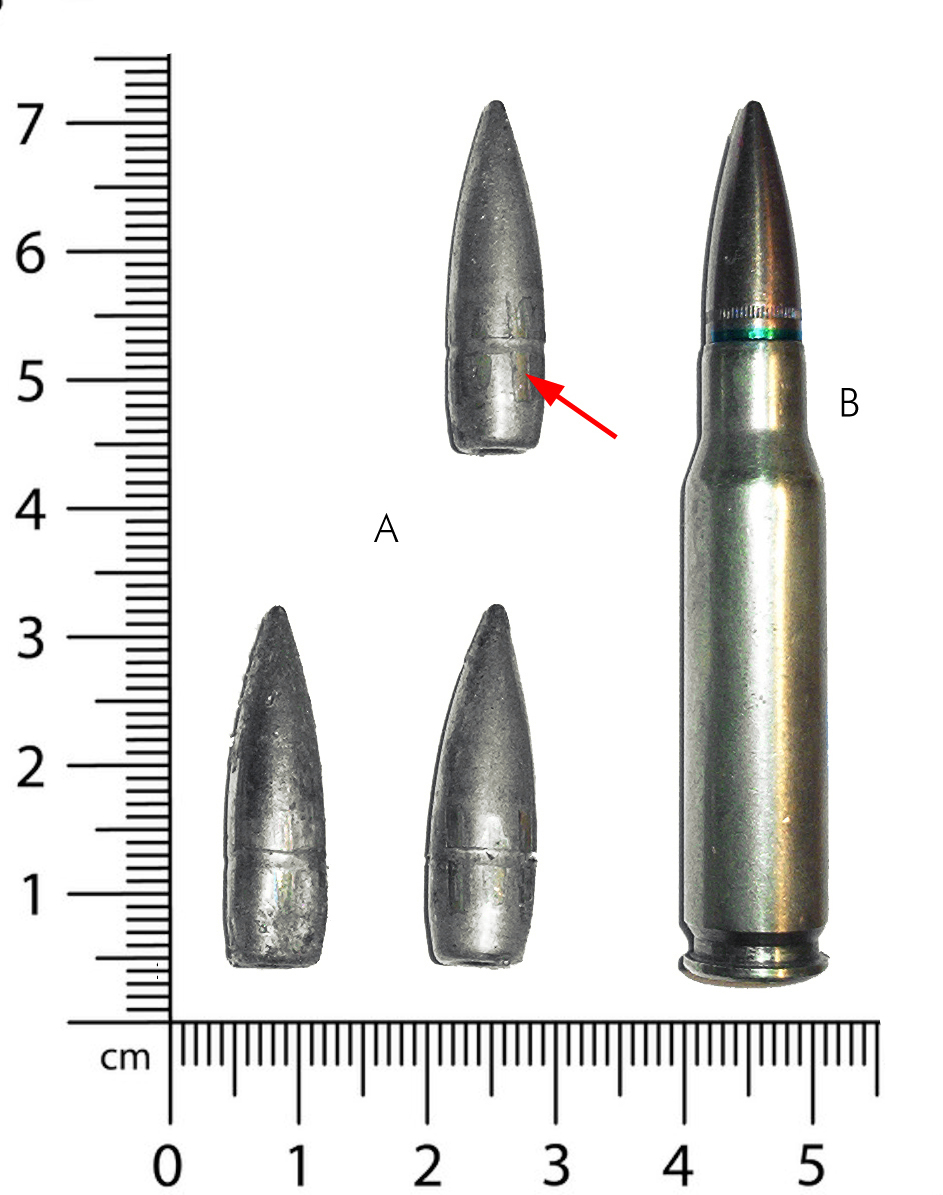
سه گلوله ۷٬۶۲ با یک فشنگ شلیک نشده آن

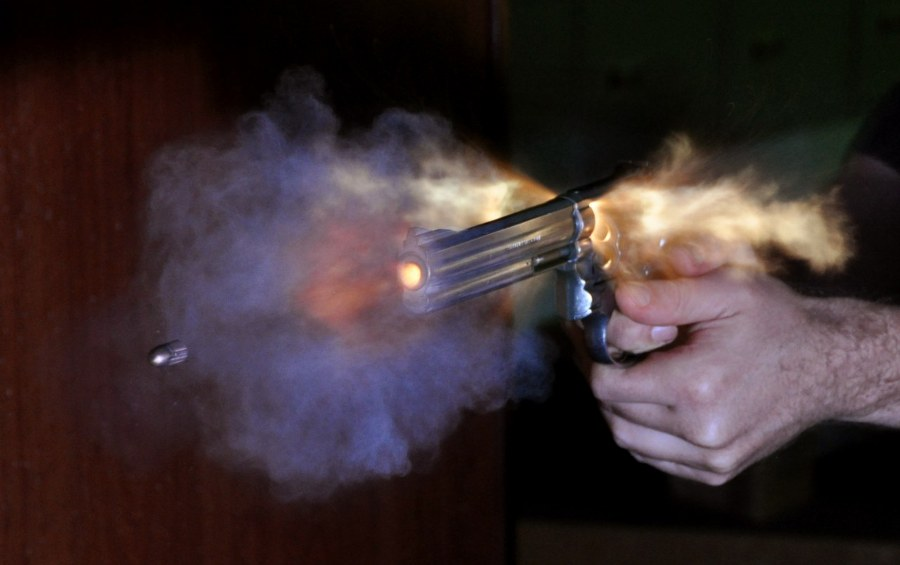
گلوله خارج شده

گلوله، مرمی یا پرّانه جسمی است که از سلاح گرم یا سلاح بادی شلیک می‌شود. گلوله معمولاً از فلز (بیشتر سرب) ساخته می‌شود و معمولاً فاقد مواد منفجره است. آسیبی که به هدف وارد می‌کند صرفاً ناشی از ضربه جسم جامد آن است. گلوله در سلاح کمری یا تفنگ بخشی از فشنگ است.
کلمه فارسی گلوله به صورت «غلوله» و «گولوله» نیز به کار رفته‌است. واژه گلوله یادگار دوره‌ای است که گلوله در سلاح‌های گرم به صورت کروی ساخته می‌شد. از قرن نوزدهم شکل گلوله‌ها تغییر کرد و به صورت کشیده و نوک تیز یا اسپیتزر درآمد. در برخی از متن‌های مربوط به شکار و تیراندازی واژه «مَرمی» نیز که واژه‌ای عربی است، به‌جای گلوله بکار می‌رود.

## ردگیری سازنده گلوله
گلوله‌ها، ویژگی‌های مشترک منحصر به فردی دارند. به عنوان نمونه ویژگی‌های نظیر مُهر کالیبر با فونت به‌خصوص، آلیاژ پوسته گلوله و سه دندانه در جایی که چاشنی به پوکه فشنگ وصل می‌شود، نشان‌دهنده یک سازنده مشترک است.
همچنین در برخی موارد، گلوله‌ها دارای مُهرهایی هستند که در بایگانی‌های عمومی اطلاعات مربوط به سازندگان سلاح موجود است. مُهرها دارای علامت‌گذاری کالیبر ساده هستند که معمولاً دو رقم آخر سال ساخت گلوله را نشان می‌دهند. در ضمن معمولاً گلوله‌ها در صندوق‌های چوبی نسبتاً بزرگی بسته‌بندی می‌شوند که اطلاعات کشور و شرکت سازنده گلوله بر روی جعبه را نشان می‌دهند.